# 간접 민주제
간접 민주제(間接民主制, 영어: indirect democracy, psephocracy)는 선거 등의 절차로 국민이 직접 나서는 대신 국민의 정치적 뜻을 대표하는 대표를 선출해 간접적으로 정치에 참여하는 민주주의 제도이다. 대의 민주제(代議民主制, 영어: representative democracy)라고도 한다. 현대에는 직접 민주제보다 선호되는 모델이다.

## 판례
- 근대국가가 거의 대부분 대의제를 채택하고도 후에 이르러 직접 민주제적인 요소를 일부 도입한 역사적인 사정에 비추어 볼 때, 직접 민주제는 대의제가 안고 있는 문제점과 한계를 극복하기 위하여 예외적으로 도입된 제도라 할 것이므로, 헌법적인 차원에서 직접 민주제를 직접 헌법에 규정하는 것은 별론으로 하더라도 법률에 의하여 직접 민주제를 도입하는 경우에는 기본적으로 대의제와 조화를 이루어야 하고, 대의제의 본질적인 요소나 근본적인 취지를 부정하여서는 아니된다는 내재적인 한계를 지닌다 할 것이다[1].
- 헌법 제7조 제1항, 제45조, 제46조 제2항의 규정들을 종합하면 헌법은 국회의원을 자유위임의 원칙 하에 두었다고 할 것이고, 청구인정당 소속 전국구의원이던 조윤형이 청구인정당을 탈당할 당시 시행되던 구 국회의원선거법이나 국회법에는 전국구의원이 그를 공천한 정당을 탈당한 경우에 의원직을 상실한다는 규정을 두고 있지 않았다. 따라서 위 조윤형이 청구인정당을 탈당하였어도 이로 인하여 전국구의원의 궐원이 생기는 것은 아니므로 피청구인에게 위 조윤형이 청구인 정당을 탈당하였음을 원인으로 하여 청구인 강부자에 대하여 전국구의원 승계결정을 할 작위의무가 존재하지 않았다고 할 것이고, 헌법에서 유래하는 작위의무가 없는 공권력의 불행사에 대한 위헌확인을 구하는 이 사건 주된 헌법소원심판청구는 부적법하다[2].
- 자유위임원칙은 개별 국회의원이 국회 내부에서 구체적으로 어떠한 직무를 담당하는 것까지 보장하는 원리는 아니다.[3]
- 유권자가 설정한 국회의석분포에 국회의원들을 기속시키고자 하는 국회구성권은 대의제도의 본질에 반하는 것이므로 헌법상 인정될 여지가 없다.[4]
- 대의제 민주주의하에서 국회의원 선거권은 국회의원을 선출하는 권리에 그치고, 선출된 국회의원이 국민의 의사를 그대로 대리하여 줄 것을 요구할 수 있는 권리까지 포함하는 것은 아니다.[5]
- 당론과 다른 견해를 가진 소속 국회의원을 다른 상임위원회로 사･보임하는 조치는 헌법상 용인될 수 있는 정당내부의 사실상의 강제의 범위 내에 해당하는 것으로 자유위임원칙에 반하지 않는다.[6]
- 비례대표지방의회의원 당선인이 선거범죄로 의원직을 상실하여 결원이 생긴 때 후보자명부에 기재된 순위에 따른 승계를 인정하지 않는 것이 대의제 민주주의원리에 위배된다[7]

## 참고문헌
- 강태수. (2012). 국회의원의 정당기속성과 자유위임관계에 대한 고찰. 경희법학, 47(4), 339-369.

## 같이 보기
- 직접 민주제